# سیدمن (پنسیلوانیا)
سیدمن (به انگلیسی: Sidman) یک منطقهٔ مسکونی در ایالات متحده آمریکا است که در شهرستان کمبریا، پنسیلوانیا واقع شده‌است. سیدمن ۲٫۵۷ کیلومتر مربع مساحت و ۴۳۱ نفر جمعیت دارد و ۵۰۰٫۷۹ متر بالاتر از سطح دریا واقع شده‌است.